# 上海南方商城
上海南方商城是位于中華人民共和國上海市閔行區沪闵路的一個商場。

## 历史
於1992年7月开工，1994年竣工。占地210亩。上海南方商城分商场、大酒店、停车场。商场营业面积8万平方米，于1995年5月开始营业。1995年5月至1997年10月由八百伴经营，1998年后由友谊集团公司经营，2004年后又更名为百联南方购物中心。